# Xã North Big Rock, Quận Sharp, Arkansas
Xã North Big Rock (tiếng Anh: North Big Rock Township) là một xã thuộc quận Sharp, tiểu bang Arkansas, Hoa Kỳ. Năm 2010, dân số của xã này là 262 người.